# Pallikonda
Pallikonda (o Pallikondai) è una suddivisione dell'India, classificata come town panchayat, di 20.678 abitanti, situata nel distretto di Vellore, nello stato federato del Tamil Nadu. In base al numero di abitanti la città rientra nella classe III (da 20.000 a 49.999 persone).

## Geografia fisica
La città è situata a 12° 55' 0 N e 78° 55' 60 E e ha un'altitudine di 237 m s.l.m..

## Società

### Evoluzione demografica
Al censimento del 2001 la popolazione di Pallikonda assommava a 20.678 persone, delle quali 10.521 maschi e 10.157 femmine. I bambini di età inferiore o uguale ai sei anni assommavano a 2.259, dei quali 1.169 maschi e 1.090 femmine. Infine, coloro che erano in grado di saper almeno leggere e scrivere erano 15.105, dei quali 8.379 maschi e 6.726 femmine.